# ST-I重型戰車
ST-I重型戰車（俄語：СТ-I）是蘇聯於第二次世界大戰期間的重型戰車開發項目。

## 發展歷史
ST-I重型戰車於1945年由蘇聯工程師瓦倫丁·阿西克里托維奇·甘寧（Валентин Асикритович Ганин，俄語羅馬化：Valentin Asikritovich Ganin）開始設計；他後來也成為一名著名的火箭工程師。此外，鮑曼莫斯科國立技術大學的研究生也參與了開發計畫。ST-I計畫使用701工程的底盤（即後來的IS-4重型戰車），而炮塔則會由甘寧另行設計。他認為當時所有蘇聯重型戰車的炮塔及車體設計皆存在著普遍的問題，而他提出了許多創新的想法來解決。
為了增加戰車的可靠性，甘寧採用了許多措施，其中包含使ST-I能在水中正常運作的方案。另外，主炮上加裝了炮口穩定裝置，炮塔的旋轉機構被改為液壓式（電動式），以及其他創新的設計。

## ST-II計畫
除此之外，還有一項與ST-I同時被提出的ST-II計畫，其內容與ST-I大同小異，主要的區別僅在於ST-II裝備了兩門主炮，而且採用了更多新型觀瞄設備。

## 大眾文化
ST-I也出現於線上遊戲戰車世界內，為蘇聯的9級重型坦克。
ST-I在戰車世界閃擊戰內，初始砲塔為Object 701-1砲塔(IS-4砲塔)和122mm D25-T砲管，升級後可裝備ST-I砲塔和122毫米M62-T2砲管。